# Congreso del Estado de Sinaloa
El Honorable Congreso del Estado de Sinaloa es el órgano depositario del Poder Legislativo en dicha entidad. Conformada como asamblea unicameral, está compuesto por 40 diputados; De los cuales 24 son elegidos por mayoría relativa y 16 por representación proporcional. Sus integrantes son electos por voto universal bajo los dos principios ya mencionados; los primeros de forma directa y los otros de acuerdo al sistema de listas plurinominales que establece la ley federal. Una vez electos entran en funciones el 1 de octubre del año de la elección, dando apertura al primero de los periodos ordinarios de sesiones que por año marca la legislación. La duración del cargo es de tres años con opción a una reelección inmediata, siempre y cuando sea representando al partido o coalición que postuló originalmente al diputado. Por cada diputado titular se elige un suplente; siendo este quien suplirá las ausencias temporales o definitivas de su compañero de fórmula.
La actual legislatura comenzó su labor el primero de octubre de 2024 y finalizará el 30 de septiembre de 2027.

## Origen
El 12 de diciembre de 1831 se promulgó la primera Constitución Política del Estado de Sinaloa, pues, el año de 1823, según decreto expedido por el Primer Congreso Constituyente Mexicano, la provincia de Sinaloa quedó separada de la de Sonora.

## Requisitos para ser diputado local
Según el artículo 25 de la Constitución del estado, para ser Diputado se requiere:
- I. Ser sinaloense por nacimiento o ciudadano sinaloense por vecindad con residencia efectiva en el Estado, en este último caso, no menor de cinco años inmediatamente anteriores al día de la elección y en ambos casos estar en pleno ejercicio de sus derechos cívicos. (Ref. Según Decreto n.º 332, de fecha 19 de mayo de 2015, publicado en el Periódico Oficial n.º 65, de fecha 1 de junio de 2015)
- II. Ser nativo del Distrito Electoral en el que se elija o avecindado con residencia efectiva en él cuando menos seis meses antes de la fecha de la elección. (Ref. Según Decreto n.º 332, de fecha 19 de mayo de 2015, publicado en el Periódico Oficial n.º 65, de fecha 1 de junio de 2015).  Para poder figurar como candidato en la lista de la circunscripción electoral plurinominal, se requerirá, en su caso, ser originario de alguno de los municipios que comprenda la circunscripción en la cual se realice la elección, o vecino de ella con residencia efectiva de más de seis meses anteriores a la fecha en que la misma se celebre. (Ref. según Decreto n.º 404, de fecha 22 de enero de 1998, publicado en el Periódico Oficial n.º 10 Bis, de fecha 23 de enero de 1998).

- III. Sea (sic ¿ser?) mayor de 21 años en la fecha de la elección; (Ref. según Decreto n.º 214 de fecha 19 de marzo de 1974, publicado en el Periódico Oficial n.º 36, de fecha 22 de marzo de 1974).

## Reelección
Según el Art. 25 bis. adicionado según Decreto n.º 332, de fecha 19 de mayo de 2015, publicado en el Periódico Oficial n.º 65, de fecha 1 de junio de 2015:
Los Diputados en funciones podrán ser nuevamente electos hasta completar un máximo de cuatro periodos consecutivos de ejercicio. La postulación solo podrá ser realizada por el mismo partido o por cualquiera de los partidos integrantes de la coalición que los hubiese postulado originalmente, salvo que el interesado haya renunciado o perdido su militancia antes de la mitad de su mandato. La ley establecerá los requisitos que deberán satisfacerse para una nueva postulación.

## Periodos de sesiones
El Congreso tiene cada año dos períodos ordinarios de sesiones. El primero comienza el 1º de octubre y termina el 31 de enero del año siguiente. El segundo, inicia el 1º de abril y termina el 31 de julio. Ambos períodos pueden ser prorrogados por acuerdo de la Cámara. También hay períodos extraordinarios y son convocados para tratar asuntos importantes.

### Primer período
En el primer período ordinario de sesiones, el Congreso se ocupará de analizar, discutir y, en su caso, modificar y aprobar la Ley de Ingresos y Presupuesto de Egresos del Estado y las Leyes de Ingresos de los Municipios, para lo cual deberán ser presentados los proyectos respectivos a más tardar el último sábado del mes de noviembre de cada año, a efecto de que puedan regir a partir del primero de enero inmediato. En tanto no se aprueben las nuevas, se tendrán por prorrogadas las correspondientes al año anterior. En el supuesto de que la Ley de Ingresos y Presupuesto de Egresos del Estado sea prorrogada, el monto de las partidas del presupuesto de egresos correspondientes al pago de obligaciones derivadas de empréstitos y de contratos de colaboración público privada se ajustará, de manera automática y proporcional, en función de las obligaciones contraídas. El presupuesto de Egresos del Estado deberá incluir los tabuladores desglosados de las remuneraciones que se propone perciban los servidores públicos de los Poderes Ejecutivo, Legislativo y Judicial; así como los organismos autónomos que esta Constitución o las leyes del Estado reconozcan como tales y las entidades de la administración pública estatal y paraestatal. De igual manera, en este primer período revisará y aprobará en su caso, el primer semestre de la cuenta pública del Gobierno del Estado, correspondiente a los meses de enero a junio, la cual deberá ser presentada al Congreso, a más tardar quince días antes de su apertura Ref. Art. 37 de la Constitución Política del Estado de Sinaloa, según Dec. 689, publicado en el P.O. n.º 153 del 19 de diciembre del 2012).
Asimismo, en este período revisará y aprobará en su caso, el primer semestre de la cuenta pública de los municipios que presenten los Ayuntamientos, correspondientes a los meses de enero a junio.

### Segundo período
En el segundo período ordinario de sesiones revisará y aprobará en su caso, el segundo semestre de la cuenta pública del Gobierno del Estado, correspondiente a los meses de julio a diciembre del ejercicio fiscal del año inmediato anterior, que deberá ser presentada al Congreso, a más tardar quince días antes de su apertura. 
También en este período, revisará y aprobará en su caso, el segundo semestre de la cuenta pública de los municipios, que presenten los Ayuntamientos, correspondiente a los meses de julio a diciembre, del ejercicio fiscal del año inmediato anterior.
El Congreso del Estado revisará, aprobará, hará observaciones o suspenderá y, de proceder, expedirá el finiquito respectivo, por cada semestre del ejercicio fiscal en los casos de las cuentas públicas del estado y de los Municipios.
Cuando se decrete la suspensión de la aprobación de una cuenta pública, esta deberá ser nuevamente discutida en el siguiente período ordinario de sesiones, previa a la revisión y aprobación en su caso, de la que corresponda al mismo.
En caso de que en la revisión de una cuenta pública o de la información sobre aplicación de recursos de cualquier ente fiscalizable, se encuentren irregularidades o hechos que hagan presumir la existencia de delitos o que impliquen responsabilidades de cualquier tipo, la Auditoría Superior del Estado presentará las denuncias o querellas que correspondan ante la Fiscalía General del Estado, o ante los órganos de control interno de los Poderes del Estado o de los municipios, según el caso. (Ref. Art. 37 de la Constitución Política del Estado de Sinaloa, según Decreto n.º 398 de fecha 22 de diciembre de 2011, publicado en el Periódico Oficial n.º 038 del 26 de marzo del 2012).

En los dos períodos el Congreso se ocupará, además, del estudio, discusión y votación de las iniciativas de Ley que se presenten y de la resolución de todos los asuntos que le correspondan.

### Periodos extraordinarios
Según el Art. 38 de la Constitución Política del Estado de Sinaloa, habrá períodos extraordinarios de sesiones, siempre que lo disponga:
- I. La Diputación Permanente,
- II. La mayoría absoluta de las Diputadas y Diputados,
- III. El Ejecutivo del Estado, y,
- IV. El Supremo Tribunal de Justicia del Estado.

En los últimos tres casos, la convocatoria se hará por conducto de la misma Diputación Permanente. En los períodos extraordinarios se tratarán de preferencia los asuntos que los motiven, sin perjuicio de los que señale esta Constitución y de los que a juicio de la Cámara deban también resolverse. (Ref. según Decreto n.º 182 de fecha 18 de abril de 1985, publicado en el Periódico Oficial n.º 50, de fecha 26 de abril de 1985).
Si el Congreso estuviere en período extraordinario de sesiones cuando deba comenzar el ordinario, cerrará aquel para inaugurar éste. A la apertura y clausura de todo período extraordinario de sesiones o prórroga del ordinario, deberán proceder los decretos respectivos (Art. 39 de la Constitución Política del Estado de Sinaloa).

## Facultades y obligaciones
Los poderes del Congreso de Sinaloa están establecidos, limitados y enumerados por el artículo 43 de la Constitución local:
- I. Expedir su propia Ley Orgánica.
- II. Expedir, interpretar, reformar, abrogar y derogar leyes y decretos en todos los ramos de la Administración Pública del Estado.
- III. Decretar toda clase de imposiciones tributarias necesarias para cubrir el presupuesto.
- IV. Iniciar leyes o sus reformas ante el Congreso de la Unión.
- V. Aprobar los convenios que el Gobernador del Estado celebre con las Entidades vecinas sobre cuestiones de límites y someterlos, por conducto del mismo, a la ratificación del Congreso de la Unión.
- VI. Ratificar los arreglos concertados entre las Municipalidades con motivo de la fijación de sus límites.
- VII. Crear nuevas Municipalidades dentro de los límites de las ya existentes, o bien, suprimir Municipalidades que no llenen los requisitos de la fracción anterior, pudiendo el mismo Congreso, en este caso, hacer la nueva división política que corresponda.
- VIII. Ratificar o no la erección de Sindicaturas y Comisarías que propongan los Ayuntamientos, o la supresión o modificación de las existentes, determinación de sus demarcaciones y designación de sus cabeceras.
- IX. Decretar la fundación de poblaciones y fijar las categorías del pueblo, villa o ciudad que les corresponda.
- X. Decretar la traslación provisional de los Poderes del Estado, fuera de la ciudad de Culiacán Rosales.
- XI. Convocar a toda clase de elecciones para servidores públicos del Estado y Municipios, cuando fuere conducente.
- XII. Expedir el Bando Solemne para dar a conocer en todo el Estado la declaración de Gobernador Electo que hubiere hecho el Tribunal Estatal Electoral.
- XIII. Elegir al ciudadano que deba sustituir al Gobernador del Estado, con el carácter de sustituto, o de interino, en los términos que esta Constitución señala.
- XIV. Elegir a los Magistrados del Supremo Tribunal de Justicia del Estado en la forma que esta Constitución precise.
- XV. Elegir Presidente Municipal, Síndicos Procuradores y Regidores sustitutos en casos de vacante.
- XVII. Expedir leyes que regulen la seguridad pública en el Estado; establezcan las bases de coordinación entre el Estado y los Municipios en materia de seguridad pública; y señalen la organización y funcionamiento de las instituciones de seguridad pública, así como las reglas para el establecimiento del servicio de carrera en dichas instituciones
- XIX. Conceder licencia y admitir las renuncias a los Diputados y demás servidores públicos de su propia dependencia, al Gobernador y a los Magistrados del Supremo Tribunal de Justicia, o nombrar a propuesta del Órgano de Gobierno, a los servidores públicos del Congreso del Estado hasta el nivel de Director; recibirles la protesta de Ley, removerlos  y concederles licencia, en los términos previstos en la Ley Orgánica.
- XX. Conocer de las imputaciones formuladas mediante juicio político en contra de los servidores públicos señalados en el Título VI de esta Constitución, actuando como Órgano de acusación si resultare procedente presentar esta; y emitir declaratoria de si ha lugar o no a proceder penalmente en contra de los servidores públicos a que se refiere el citado Título, tratándose de delitos, erigiéndose al efecto en jurado de acusación.
- XXI. Expedir anualmente la Ley de Ingresos y Egresos del Estado.
- XXII. Revisar y fiscalizar, por medio de la Auditoría Superior del Estado, las cuentas públicas del Gobierno del Estado y de los Municipios y la aplicación de los recursos públicos estatales o municipales, asignados a los organismos descentralizados de participación estatal o municipal, en los términos previstos por las leyes, y verificar los resultados de su gestión financiera, la utilización del crédito y el cumplimiento de las metas fijadas en los programas y proyectos de presupuestos de egresos.

- XXIII. Autorizar al Estado, a los Municipios, a los organismos descentralizados, a las empresas de participación estatal o municipal mayoritaria y a los fideicomisos públicos que formen parte de la Administración Pública Paraestatal o Paramunicipal, para la obtención de empréstitos o créditos, el otorgamiento de garantías o avales y demás modalidades y actos jurídicos que correspondan conforme a lo establecido por el artículo 84 de esta Constitución. Asimismo, autorizar por mayoría calificada al Ejecutivo Estatal y a los Ayuntamientos para constituirse en avalista de organismos sociales legalmente instituidos que tengan por objeto obtener créditos para la realización de obras de interés social, cuando existan garantías de la recuperación del financiamiento.
- XXIV. Reconocer, aprobar y ordenar el pago de la Deuda Preferente del Estado.
- XXV. Expedir Leyes de carácter fiscal y establecer, mediante disposiciones generales, las bases y supuestos para el otorgamiento de subsidios, estímulos e incentivos y para la condonación de adeudo a favor del Estado.
- XXVI. Discutir y aprobar anualmente, las leyes de ingresos de los Municipios del Estado, teniendo en cuenta las iniciativas que estos presenten.
- XXVII. Facultar al Ejecutivo del Estado para que con las limitaciones que sean necesarias, represente a éste por sí o apoderado especial, en los casos en que corresponda.
- XXVIII. Conceder o no los premios y recompensas que proponga el Ejecutivo del Estado a los que hayan prestado servicios eminentes al mismo.
- XXIX. Conceder amnistía por delitos políticos, cuyo conocimiento pertenezca a los tribunales del Estado.
- XXXI. Habilitar de edad a los menores que reúnan los requisitos exigidos por la ley.
- XXXII. Fijar las bases para las concesiones que deba otorgar el Ejecutivo, en los casos que no haya una ley especial que las determine.
- XXXIII. Expedir las leyes que fueren necesarias para hacer efectivas las facultades anteriores y todas las otras concedidas por esta Constitución a los Poderes del Estado, para expedir leyes que regulen actividades relativas a la prestación de servicios inmobiliarios.
- XXXIV. Citar a comparecer a la autoridad o servidor público que se hubieren negado a aceptar o cumplir una recomendación de la Comisión Estatal de Derechos Humanos, para el efecto de que expliquen el motivo de su negativa.
- XXXIV. Todas las demás facultades que las leyes le otorguen.

## Distritos locales
Para la elección de diputados de mayoría relativa del Congreso del Estado de Sinaloa, la entidad se divide en 24 distritos electorales de conformidad a lo establecido por las constituciones estatal y federal, y la ley electoral federal. En función de ello la división geográfica parte de la distribución equitativa de la representación de un determinado número de habitantes.
| Distrito | Cabecera          | Municipios | Mapa |
| -------- | ----------------- | ---------- | ---- |
| 1        | El Fuerte         | 2          |      |
| 2        | Ahome             | 1          |      |
| 3        | Ahome             | 1          |      |
| 4        | Ahome             | 2          |      |
| 5        | Ahome             | 1          |      |
| 6        | Sinaloa           | 2          |      |
| 7        | Guasave           | 1          |      |
| 8        | Guasave           | 1          |      |
| 9        | Salvador Alvarado | 2          |      |
| 10       | Mocorito          | 3          |      |
| 11       | Navolato          | 2          |      |
| 12       | Culiacán          | 1          |      |
| 13       | Culiacán          | 1          |      |
| 14       | Culiacán          | 1          |      |
| 15       | Culiacán          | 1          |      |
| 16       | Culiacán          | 1          |      |
| 17       | Culiacán          | 1          |      |
| 18       | Culiacán          | 1          |      |
| 19       | Elota             | 4          |      |
| 20       | Mazatlán          | 1          |      |
| 21       | Mazatlán          | 1          |      |
| 22       | Mazatlán          | 1          |      |
| 23       | Concordia         | 3          |      |
| 24       | Rosario           | 2          |      |

## Legislaturas
| Legislatura | Periodo   |
| ----------- | --------- |
| LV          | 1995-1998 |
| LVI         | 1998-2001 |
| LVII        | 2001-2004 |
| LVIII       | 2004-2007 |
| LIX         | 2007-2010 |
| LX          | 2010-2013 |
| LXI         | 2013-2016 |
| LXII        | 2016-2018 |
| LXIII       | 2018-2021 |
| LXIV        | 2021-2024 |
| LXV         | 2024-2027 |

## Distribución por partidos
| Partido | Partido | Partido                              | Diputados        | Diputados         | Diputados |
| Partido | Partido | Partido                              | Mayoría relativa | Rep. Proporcional | Total     |
| ------- | ------- | ------------------------------------ | ---------------- | ----------------- | --------- |
|         |         | Movimiento Regeneración Nacional     | 15               | 5                 | 20/40     |
|         |         | Partido Revolucionario Institucional | 1                | 7                 | 8/40      |
|         |         | Partido Sinaloense                   | 8                | 0                 | 8/40      |
|         |         | Partido Acción Nacional              | 0                | 2                 | 2/40      |
|         |         | Partido del Trabajo                  | 0                | 1                 | 1/40      |
|         |         | Movimiento Ciudadano                 | 0                | 1                 | 1/40      |
| Total   | Total   | Total                                | 24               | 16                | 40        |